# Nadvornikia hawaiiensis
Nadvornikia hawaiiensis är en lavart som först beskrevs av Edward Tuckerman, och fick sitt nu gällande namn av Tibell 1984. Nadvornikia hawaiiensis ingår i släktet Nadvornikia och familjen Thelotremataceae.   Inga underarter finns listade i Catalogue of Life.